# Bretnig-Hauswalde
Bretnig-Hauswalde település Németországban, azon belül Szászország tartományban. Lakosainak száma 2933 fő (2017. február 6.). Bretnig-Hauswalde Rammenau községgel határos.

## Népesség
A település népességének változása:

| 2017 | 2 933 |